# Maria Raffaella Cimatti
Maria Raffaella Cimatti (ur. 7 czerwca 1861 w Faenzy; zm. 23 czerwca 1945 w Alatri) – włoska Błogosławiona Kościoła katolickiego.

## Życiorys
Na początku pracowała w szpitalu św. Jana w Rzymie, potem przeniesiono ją do szpitala św. Benedykta w Alatri. W czasie bitwy o Monte Cassino pomagała w opiece nad chorymi. Po załamaniu się frontu o Monte Cassino, wojska III Rzeszy zamierzali wysadzić szpital. Dzięki interwencji jej i biskupa, szpital został uratowany. Pozostała w tym szpitalu do końca życia. Zmarła w opinii świętości; jej doczesne szczątki spoczywają w kościele św. Benedykta w Alatri.
Została beatyfikowana przez papieża Jana Pawła II w dniu 12 maja 1996 roku.